# Kraftwerk Laufenburg
Das Kraftwerk Laufenburg ist ein Laufwasserkraftwerk am Hochrhein. Es wurde zwischen 1909 und 1914 erbaut unter Leitung der Ingenieure Gruner und Natter. Es liegt zwischen dem schweizerischen Laufenburg und seiner badischen Schwesterstadt Laufenburg. Für den Bau des Kraftwerkes wurde die Stromschnelle von Laufenburg – auch kleiner Laufen genannt – gesprengt, und stattdessen eine Wehranlage errichtet. Das Wasserkraftwerk ging am 14. Mai 1914 in Betrieb. Zum hundertjährigen Bestehen wurde ein Übergang über das Stauwehr eröffnet.
Das Maschinenhaus und das Wehr mit vier Öffnungen stehen in einer Flucht. Dazu kommen eine Schifffahrtsschleuse sowie zwei Fischtreppen. Das Maschinenhaus und die erste Wehröffnung stehen auf der schweizerischen Seite, während der Rest des Wehres und die Schleuse auf deutschem Boden liegen.
Die Erstausrüstung bestand aus zehn Francis-Zwillingsturbinen, die um 1956 durch verbesserte Francis-Turbinen ersetzt wurden. Diese wiederum wurden ab 1994 durch Straflo-Maschinengruppen ersetzt. Das Kraftwerk wird heute durch Energiedienst betrieben.
Das Kraftwerk Laufenburg steht unter Denkmalschutz und ist in der Schweiz als Kulturgut von nationaler Bedeutung deklariert (höchste Schutzstufe).
Energiedienst plante am Kraftwerk Laufenburg das Pilotprojekt einer sogenannten Power-to-Liquid-Anlage zur Herstellung synthetischen Dieselkraftstoffs und synthetischer Wachse. Diese sollte durch Verwendung von Strom aus Wasserkraft klimaneutral arbeiten. Das Projekt wurde aber aus wirtschaftlichen Gründen eingestellt.

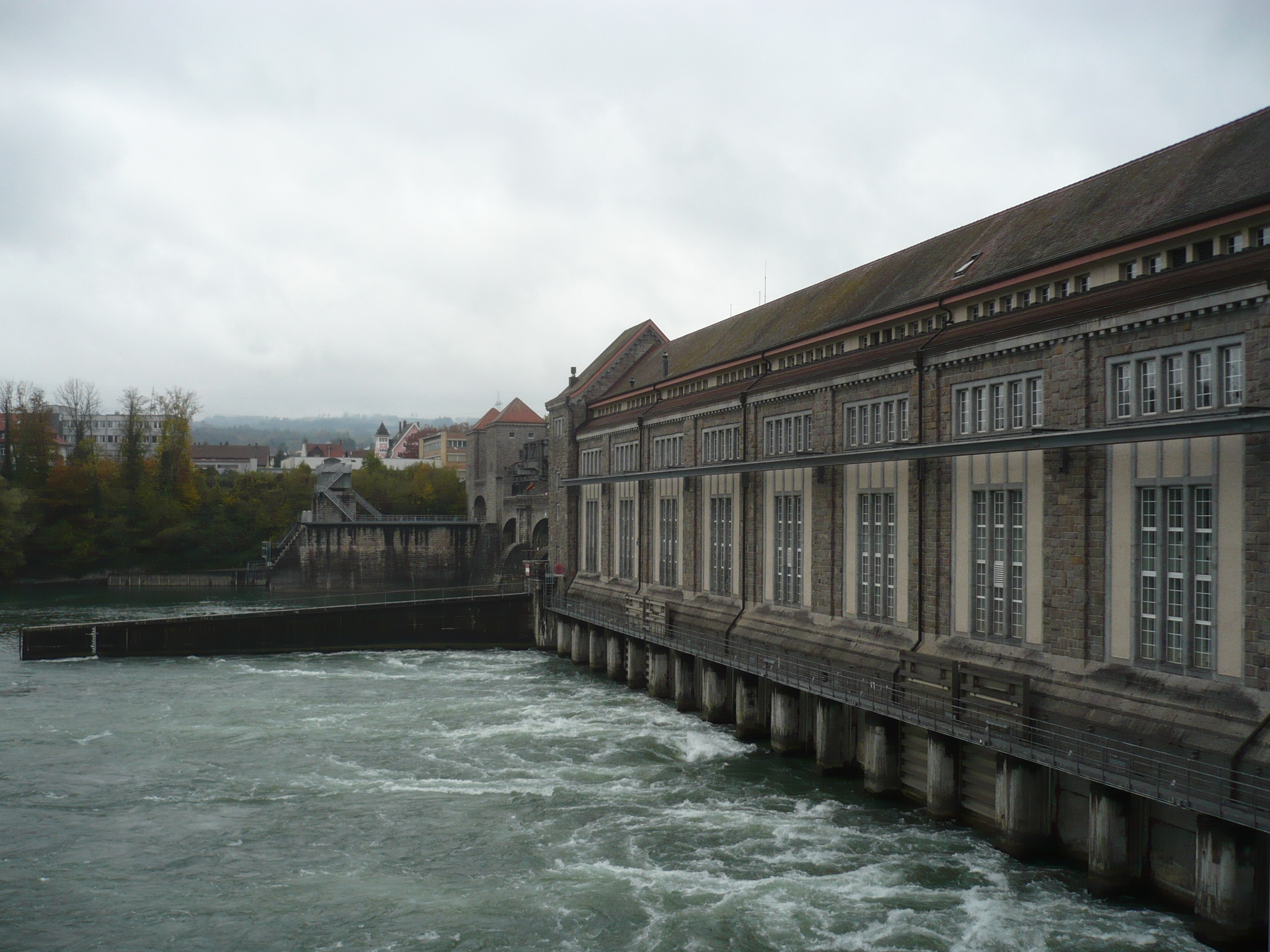
Maschinenhaus und Unterwasser, im Hintergrund die Schleuse
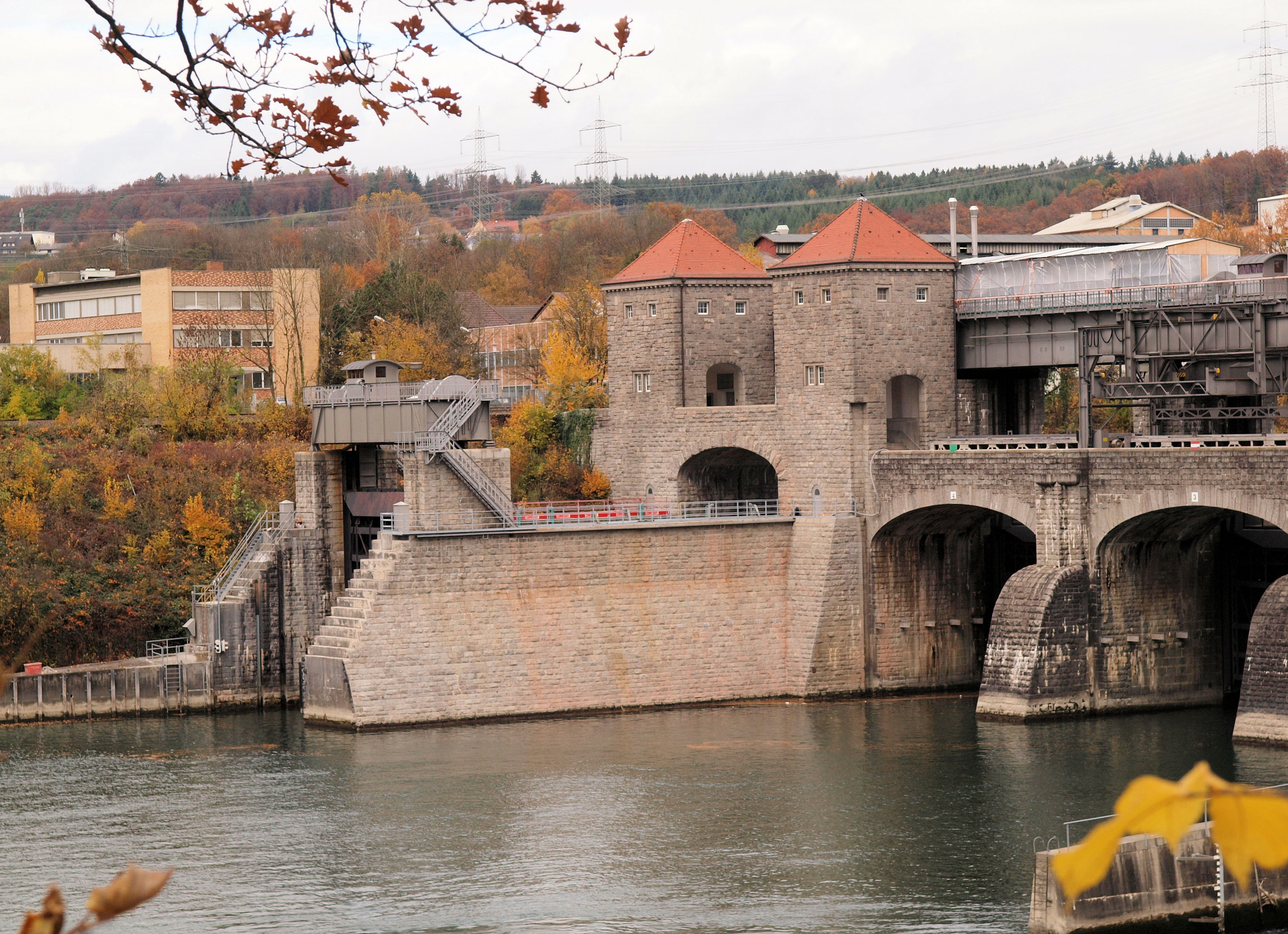
Schleuse und zwei der Wehröffnungen
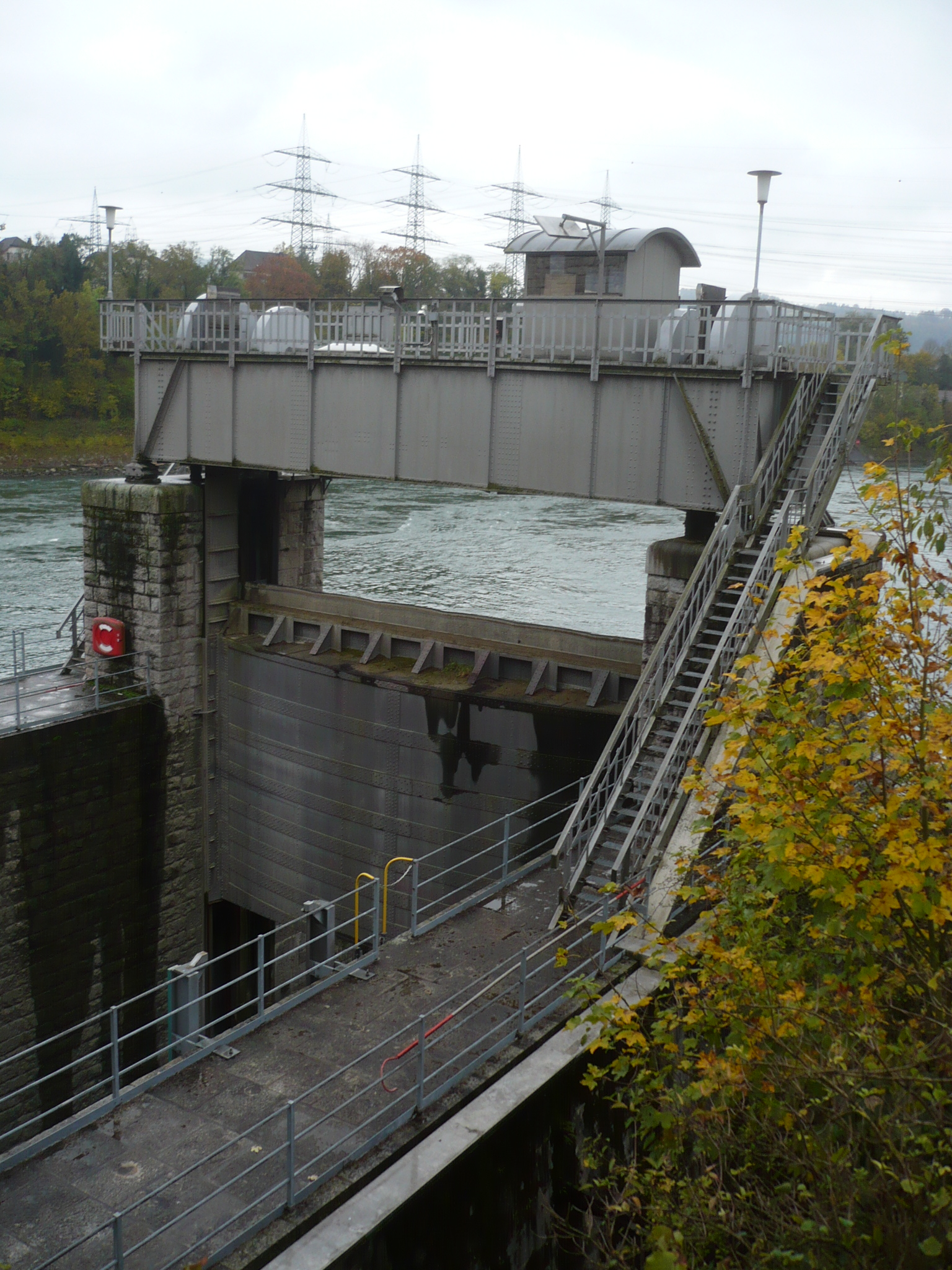
Unteres Schleusentor in angehobenem Zustand